# Paranocaracris citripes
Paranocaracris citripes är en insektsart som först beskrevs av Boris Petrovich Uvarov 1949.  Paranocaracris citripes ingår i släktet Paranocaracris och familjen Pamphagidae. Inga underarter finns listade i Catalogue of Life.